# Satsuki Ena
Satsuki Ena (沙月 恵奈 (Sa-Nguyệt Huệ-Nại) 11 tháng 6 năm 1999 –) là một nữ diễn viên khiêu dâm người Nhật Bản. Cô thuộc về công ti LINX.

## Sự nghiệp
Tháng 9/2020, cô ra mắt ngành phim khiêu dâm với tư cách là nữ diễn viên độc quyền từ nhãn phim "FALENOstar" của hãng phát hành FALENO. Công ti chủ quản của cô là LINX.
Video hình ảnh đầu tiên của cô đã được phát hành vào tháng 1/2021, và sách ảnh đầu tiên của cô đã được phát hành vào tháng 3.
Tháng 3/2021, kênh YouTube chính thức của cô "えなちゅーーぶ!!/Enatube!!" được lập. Cô cũng đã trở thành nữ diễn viên tự do vào tháng 10 cùng năm. Đến tháng 8/2022, cô đã đóng khoảng 20 đến 25 phim mỗi tháng. Ngoài ra, sự kiện đầu tiên của cô sẽ được tổ chức tại Vibe Bar vào ngày 27/8. Vào ngày 2/9, cô được chỉ định làm nữ diễn viên quảng cáo cho "Chiến dịch Triple HAPPY 2022" của HHH Group.
Tháng 5/2023, cô xếp thứ 47 trong bảng "bầu cử nữ diễn viên phim khiêu dâm SEXY đang hoạt động 2023" của Asahi Geinō.

## Đời tư
Cô sinh ra tại tỉnh Chiba. Sở thích của cô là chơi trò chơi và xem anime, đọc manga và gần đây là tập yoga, pilates và leo khối đá. Kĩ năng đặc biệt của cô là mōpai (đọc quân mạt chược chỉ bằng chạm vào, cô chỉ đọc được quân Bạch và Thùng) và có thể ngủ ở bất cứ đâu. Trong một cuộc phỏng vấn năm 2022, cô đã nói về các sở thích thường ngày của cô là "pachinko và đua ngựa, mạt chược và xì tố, và vào buổi tối tôi thường nhậu và ngủ." và phóng viên đã đùa lại rằng đó là các hoạt động trong ngày nghỉ của bác cô.
Lần đầu cô thủ dâm là khi cô đọc các cuốn erobon của anh trai khoảng năm 12-13 tuổi. Lần đầu cô quan hệ tình dục là khi học cấp hai và cấp ba, tại thời điểm đó cô chưa có bạn trai, và cô đã có bạn trai đầu tiên là một người lớn tuổi hơn khi cô 20 tuổi. Trong một cuộc phỏng vấn với tạp chí Playboy hàng tuần, cô nói rằng cô đã quan hệ với khoảng ba người trước khi ra mắt ngành, và người lớn tuổi nhất trong số đó đã ngoài 50 tuổi.
Lí do cô vào ngành đến từ sự hứng thú với các phim tự quay hamedori ngoài đời và cảm thấy hứng thú khi xem nó, và khi cô đang tham gia một nhóm tin nhắn khiêu dâm, cô đã nhận được lời khuyên từ một người tại công ti chủ quản. Ban đầu, cô định nghỉ việc sau khi hợp đồng độc quyền kết thúc.
Cô đã luôn yêu thích các phim khiêu dâm tiệm dịch vụ tình dục từ trước khi ra mắt ngành, và nữ diễn viên khiêu dâm yêu thích của cô là Aizawa Minami. Tại trường quay, cô đã lần đầu được trải nghiệm nhiều thứ, ví dụ như các tư thế và diễn xuất, thế nhưng do cô thường cởi hết đồ khi sinh hoạt ở nhà (đặc biệt là vào mùa hè), cô không thấy việc cởi hết đồ là nhạy cảm, thế nên nhiều lúc cô đã cởi hết đồ ra khi diễn mặc dù không ai yêu cầu, và cô đã bị cảnh cáo bởi nhân viên và đạo diễn. Trong một phim nói chuyện bậy khêu gợi, cô đóng vai người em gái được đánh giá là gây ấn tượng đặc trưng với cảnh nói chuyện bậy đáng yêu.
Đạo diễn phim khiêu dâm Yazawa Receive đã miêu tả cô là "một nữ diễn viên như một chiến binh (cô đã tự thể hiện toàn bộ cảm xúc mãnh liệt của mình)". Trong một chuyên mục của tờ Yūkan Fuji, cô đã được miêu tả là "loại người sẽ làm hài lòng tất cả và có tố chất của một sát thủ nhắm vào đàn ông lớn tuổi".